# ATC 코드 V20
ATC 코드 V20은 ATC 코드의 외과적 붕대법에 사용하는 물질을 정리한 코드이다.

ATC 코드 V 기타의 하위그룹을 이룬다.
동물용 의약품을 위한 코드(ATCvet 코드)의 경우 인체의약품 코드 앞에 Q가 들어가게 된다. 예 : QV20.
이 그룹은 비어있다.

## 같이 보기
- 습윤요법 (Dressing (medical))